# Halmopota mediterranea
Halmopota mediterranea är en tvåvingeart som beskrevs av Friedrich Hermann Loew 1860. Halmopota mediterranea ingår i släktet Halmopota och familjen vattenflugor. Inga underarter finns listade i Catalogue of Life.